# Gonatodes seigliei
Gonatodes seigliei är en ödleart som beskrevs av  Donoso-barros 1966. Gonatodes seigliei ingår i släktet Gonatodes och familjen geckoödlor. IUCN kategoriserar arten globalt som otillräckligt studerad. Inga underarter finns listade i Catalogue of Life.